# Provincia de Huesca
Huesca (en aragonés: Uesca; en catalán: Osca) es una de las tres provincias de la comunidad autónoma española de Aragón. Con capital en la homónima ciudad de Huesca, en la que se concentra la cuarta parte de la población provincial, limita al norte con Francia, al este con Lérida, al sur y oeste con Zaragoza y al noroeste con Navarra.
Su superficie es de 15 626 km². Según el censo de población del INE, en 2024 la provincia contaba 228 519 habitantes y con una densidad de población de 14,62 hab./km². Está conformada por 202 municipios, agrupados en seis partidos judiciales.
En esta provincia se encuentra el parque nacional de Ordesa y Monte Perdido.

## Geografía
Huesca cuenta con 320 millones de árboles, lo que la convierte en la segunda provincia española con más cantidad de ejemplares. Estos extensos bosques se concentran principalmente en la mitad norte de la provincia, coincidiendo con los valles pirenaicos y prepirenaicos.

## Símbolos
La bandera de la provincia de Huesca lleva consiga la cruz de San Jorge sobre fondo blanco y en el centro el escudo de la provincia.
El escudo de la provincia fue adoptado el 10 de mayo de 1957, consiste en un escudo dividido en ocho cuarteles que reúne los blasones de los antiguos partidos judiciales que integraban la provincia y actualmente los escudos de las ciudades de Jaca, Fraga, Benabarre, Sariñena, Tamarite, Boltaña, Barbastro y Huesca. El timbre, corona real antigua, abierta y sin diademas que es un círculo de oro, engastado de piedras preciosas, compuesto de ocho florones, visibles cinco, interpolados de perlas.

## Organización territorial

### Municipios
| Nombre         | Extensión (km²) | Comarca      |
| -------------- | --------------- | ------------ |
| Sabiñánigo     | 586,8           | Alto Gállego |
| Fraga          | 437,6           | Bajo Cinca   |
| Jaca           | 406,3           | Jacetania    |
| Graus          | 299,8           | Ribagorza    |
| Aínsa          | 284,8           | Sobrarbe     |
| Sariñena       | 275,6           | Los Monegros |
| Valle de Hecho | 234,4           | Jacetania    |
| Benasque       | 233,6           | Ribagorza    |
| Ansó           | 223,1           | Jacetania    |
| La Fueva       | 218,8           | Sobrarbe     |

### Comarcas
| Nombre                 | Capital                      | Provincia |
| ---------------------- | ---------------------------- | --------- |
| Alto Gállego           | Sabiñánigo                   | Huesca    |
| Bajo Cinca             | Fraga                        | Huesca    |
| Bajo Cinca             | Fraga                        | Zaragoza  |
| Cinca Medio            | Monzón                       | Huesca    |
| Hoya de Huesca         | Huesca                       | Huesca    |
| Hoya de Huesca         | Huesca                       | Zaragoza  |
| Jacetania              | Jaca                         | Huesca    |
| Jacetania              | Jaca                         | Zaragoza  |
| La Litera              | Binéfar y Tamarite de Litera | Huesca    |
| Los Monegros           | Sariñena                     | Huesca    |
| Los Monegros           | Sariñena                     | Zaragoza  |
| Ribagorza              | Graus                        | Huesca    |
| Sobrarbe               | Aínsa y Boltaña              | Huesca    |
| Somontano de Barbastro | Barbastro                    | Huesca    |

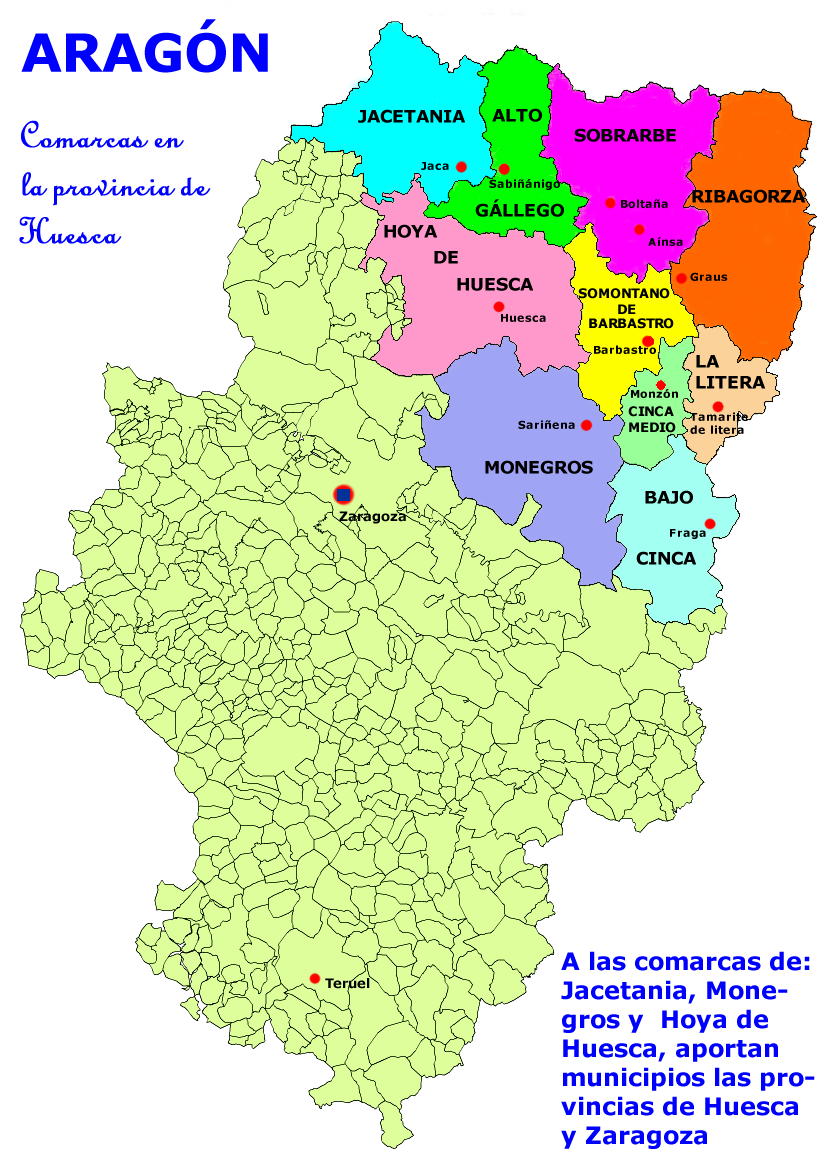
Comarcas de la provincia de Huesca

Las comarcas del Bajo Cinca, Hoya de Huesca, Jacetania y Los Monegros comprenden también municipios de la provincia de Zaragoza los cuales se citan a continuación:
- Bajo Cinca: Mequinenza.
- Hoya de Huesca: Murillo de Gállego y Santa Eulalia de Gállego.
- Jacetania: Artieda, Mianos, Salvatierra de Esca y Sigüés.
- Los Monegros: Bujaraloz, Farlete, Leciñena, Monegrillo y Perdiguera.

### Partidos judiciales

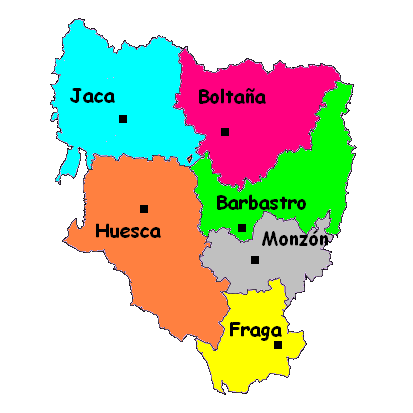
Partidos judiciales de la provincia

El partido judicial en su origen representó algo más que una jurisdicción administrativa, si bien encauzaba toda la actividad política que fluía desde la provincia hasta el ámbito local, trascendiendo su carácter originario de administración de justicia.
Como elemento de ordenación territorial incidía también en la contribución, educación, servicio militar, registro de la propiedad y elecciones, básicamente. Cabe destacar que en el siglo XIX los límites de los partidos judiciales no eran los mismos que en la actualidad, aparte de figurar dos más, Benabarre y Sariñena.
Posteriormente el primero se integraría en el partido judicial de Barbastro y el segundo en el de Huesca, reduciéndose el número de partidos a sólo cinco. En la actualidad el partido judicial de Barbastro se dividió en dos segregándose el nuevo partido judicial de Monzón, al cual se anexionaron municipios hasta la fecha dependientes de la ciudad de Fraga.
1. Partido judicial de Barbastro (41 municipios)
2. Partido judicial de Boltaña (31 municipios)
3. Partido judicial de Fraga (16 municipios)
4. Partido judicial de Huesca (61 municipios)
5. Partido judicial de Jaca (26 municipios)
6. Partido judicial de Monzón (27 municipios)

### Diócesis
La provincia de Huesca está dividida en tres obispados: la diócesis de Jaca, la diócesis de Huesca y la diócesis de Barbastro-Monzón. La primera pertenece a la archidiócesis de Pamplona y las otras dos a la de Zaragoza.

## Demografía
La provincia de Huesca es la 38.ª de España —de un total de cincuenta— en porcentaje de habitantes concentrados en su capital (23,92 %, frente al 31,96 % del conjunto de España). Los veinte municipios más poblados de la provincia eran, a fecha de 2024, los siguientes:

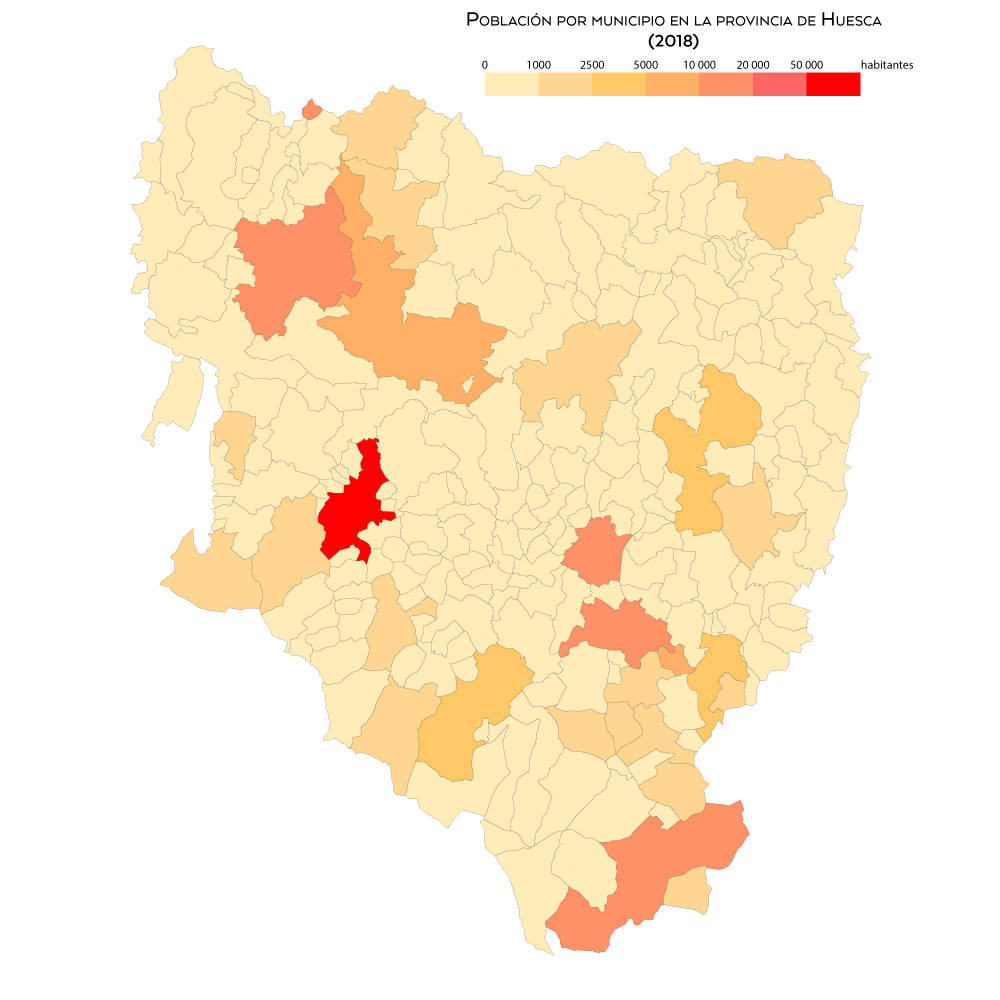
Población por municipio (2018)
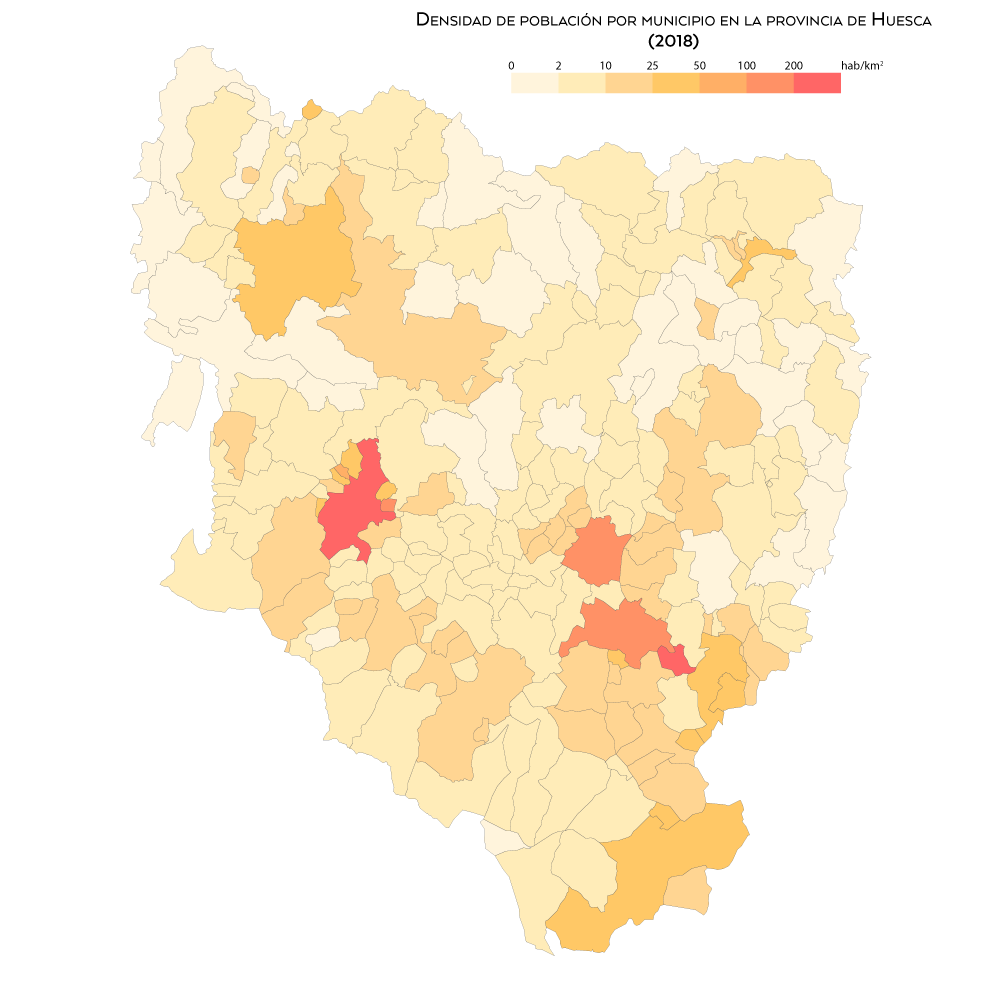
Densidad de población por municipio (2018)
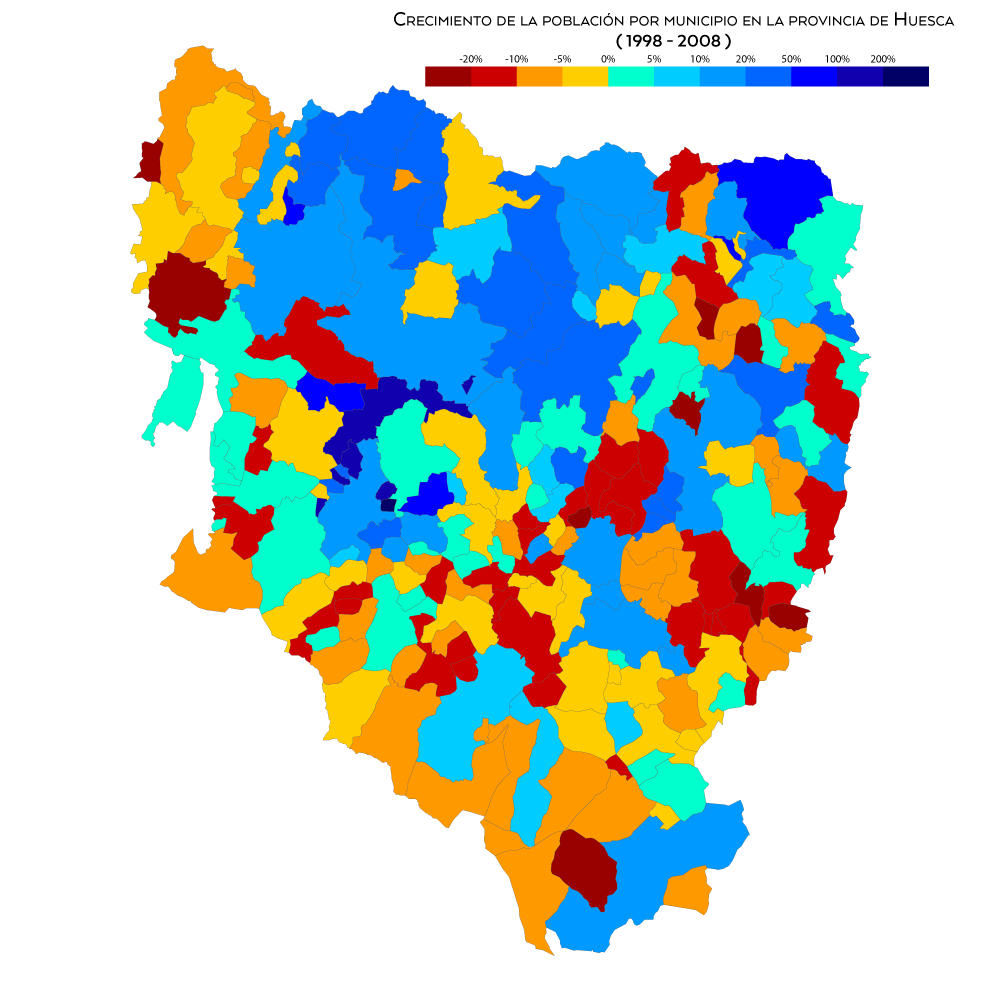
Crecimiento de la población por municipio entre 1998 y 2008
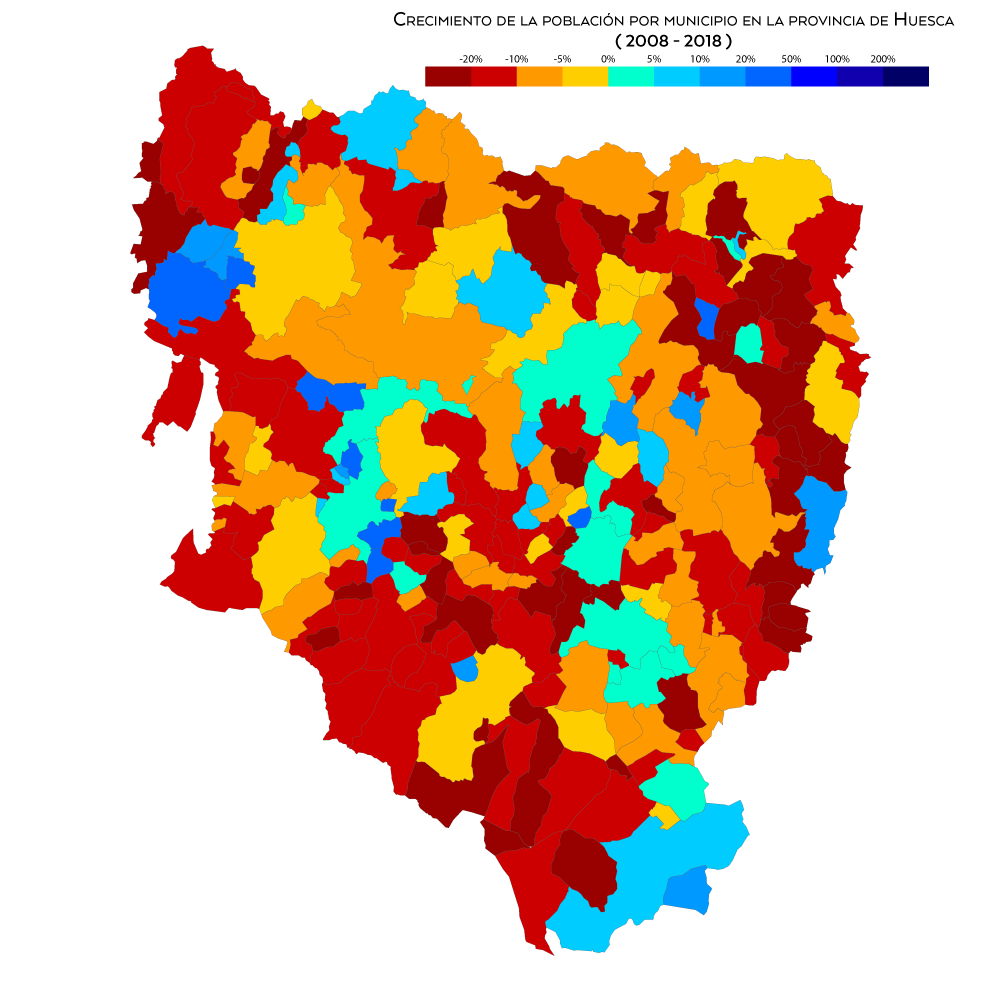
Crecimiento de la población por municipio entre 2008 y 2018

## Economía
La economía de la provincia de Huesca trata del estado sectorial y empresarial de la actividad económica de Huesca (provincia de Aragón en España), que cuenta con una población de 228.203 habitantes a finales de 2010.
El Valor Agregado Bruto en el año 2008 fue de 5.064 millones de euros. Es el sector servicios el más importante, con 2.962 millones de euros, suponiendo el 58,50% del total. Le sigue la industria, 780 millones de euros y 15,41%, y la construcción, 634 millones de euros y 12,52%. El sector primario participa con 605 millones de euros representando el 11,95%, y, finalmente, la energía, 81 millones de euros y 1,62%.
La evolución de la participación proporcional de estos sectores respecto al año 2000 ha sido negativa en el caso del sector primario (-5,20%), energía (-0,24%) e industria (-1,58%), siendo positiva esta evolución de la participación en los sectores de la construcción (3,24%) y de los servicios (3,71%).
Respecto al comercio exterior, las exportaciones en el año 2010 supusieron 840 millones de euros y las importaciones 424 millones de euros. La población ocupada por todos los sectores es de 91.200 personas en el 2010. El sector primario ocupa el 14,14%, la industria el 14,80%, la construcción el 9,21%, y los servicios el 61,84%. La tasa de paro general asciende al 12,63%.